# Stoian Iankulov
Stoian Iankulov (bulgară: Стоян Янкулов) (născut la 10 septembrie 1966) cunoscut ca Stundji este unuk dintre cei mai cunoscuți percuționiști. A participat la Concursul Muzical Eurovision 2007 ălături de Elița Todorova, și va mai participa și la ediția din 2013 a concursului ălături de aceași artistă.

## Proiecte curente
În 2000 Stoian Iankulov a întâlnit cântăreața de muzică folk Elița Todorova la un festival de muzică bulgărească tinut în Canada. Ei au schimbat repede idei despre ce îi interesează în domeniul muzici, iar trei ani mai târziu cei doi au început să colaboreze în domeniul muzici.

## Eurovision 2007

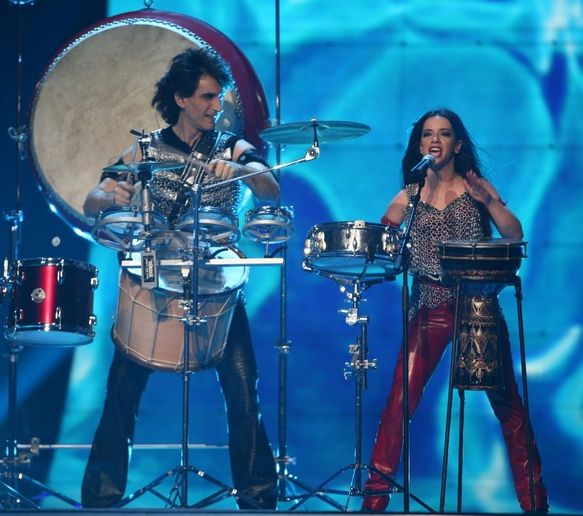
Elița Todorova & Stoian Iankulov

În 25 februarie 2007 Todorova și Stoian Iankulov au câștigat selecția bulgară cu piesa Water, și au fost aleși să reprezinte Bulgaria la ediția din 2007 a Eurovisionului .Piesa a reușit să intre în finală ,devenid astfel prima piesă bulgară care a avut astfel de performanțe.În final s-au clasat pe poziția 5.

## Eurovision 2013
Iankulov va reprezenta Bulgaria și în 2013 alături de Elița Todorova.